# دیواعمران
دیواعمران، روستایی است از توابع بخش بندپی غربی شهرستان بابل در استان مازندران ایران.
آقای محسن داداش پور باکر پژوهشگر اسناد خطی می نویسد: (( روستای دیوا بندپی غربی از دهات قدیمی و تاثیر گذار است. آبادی دیوا به "ملکشاه" و "عمران" شناخته میشود. 
از جمله ساکنان قدیمی این روستا را تبار "گدکه" برمی شمارند. 
گفته میشود که تبار ملکشاه مهاجر از ایلام و از ایل ملکشاهی هستند. .
نام محلی دیوا  در محاوره عمومی"دیا"  تلفظ می شود. 
روستای دیوای بزرگ امروزه به چندین روستا تفکیک شده و مستقل از هم هستند.
عده ای واژه ی دیوا را ترکیبی از دو واژه ی "دی" و "وا" می دانند. 
یوسف الهی و شهرام قلی پور گودرزی در کتاب "بندپی سرزمین، تاریخ، فرهنگ" [شماره کتابشناسی ملی ۳۱۳۱۱۸۲ ، چاپ اول، تهران، ۱۳۹۳]صفحه ی ۸۱ می نویسد: اگر "دی" را کوتاه شده ی "دین" بدانیم که در زبان باستان به معنای تپه است و "ا" را کوتاه شده ی "وا" صورت طبری "آباد" باشد می توان معنای نام روستا را "تپه آبادان" دانست.
البته برخی "دی" را کوتاه شده ی "دیو" یا "دئو" میدانند و برآنند که نام این روستا بجا مانده از بومیان نخستین طبرستان که در آغاز تسلیم زرتشت نشده بودند، است و باید یادگار پرستش "دئو" [خدای غیر دین زرتشتی] باشد که باپر این نکته جای تامل دارد.
در یافته های شفاهی و اقتباس از برداشت های حقیقی به نظر می رسد که "دیا" از املاک خالصه ی شاهی در روزگار افشاریه بوده که به ۴۰۰ سکه ی نادری به اهالی فروخته شده است.
نام این روستا نیز در کتاب "اسناد بارفروش ازصفوی تا پهلوی"، حامدابراهیم زاده بازگیر،چاپ اول_بهار ۱۴۰۳ شابک ۱_۰_۹۱۴۱۶_۶۲۲_۹۷۸ صفحه ۳۱۳ و ۳۱۴ آمده است: «هوالله سبحانه تعالی الحکیم. در بلوک بندپی دهات آدملا [اِدملا] و بتیار [لدار] و تهمتن و دیوا ملک شاهان و دیار رجال کثیرالاعلام بودند. رسالت هبه نمودند و به فضل طریقت سپردند. ... العبدالعاصی آقا بابا بیک باکر».))
این سند برگرفته از پژوهش ادملاوند وابسته به آوات قلمܐܡܝܕ پژوهشگر آقای محسن داداش پور باکر می باشد که نمایه ی آن در اختیار نگارنده قرار گرفته است.

## جمعیت
این روستا در دهستان خوش‌رود قرار دارد و براساس سرشماری مرکز آمار ایران در سال ۱۳۸۵، جمعیت آن ۳۲۳ نفر (۹۳خانوار) بوده‌است.